# Pabellón de Rusia en la Bienal de Venecia

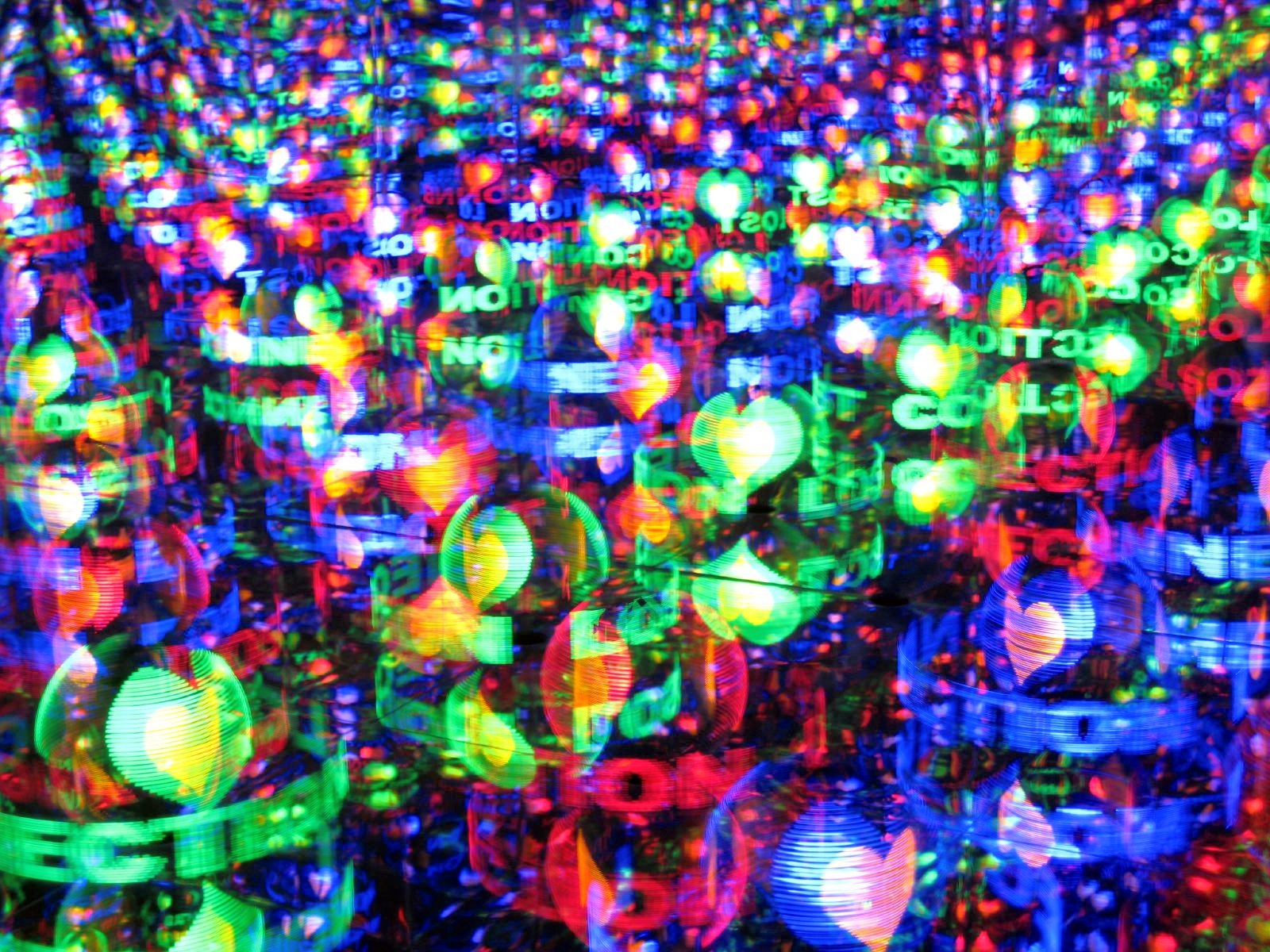
Pabellón de Rusia en la 52.ª Bienal de Venecia.

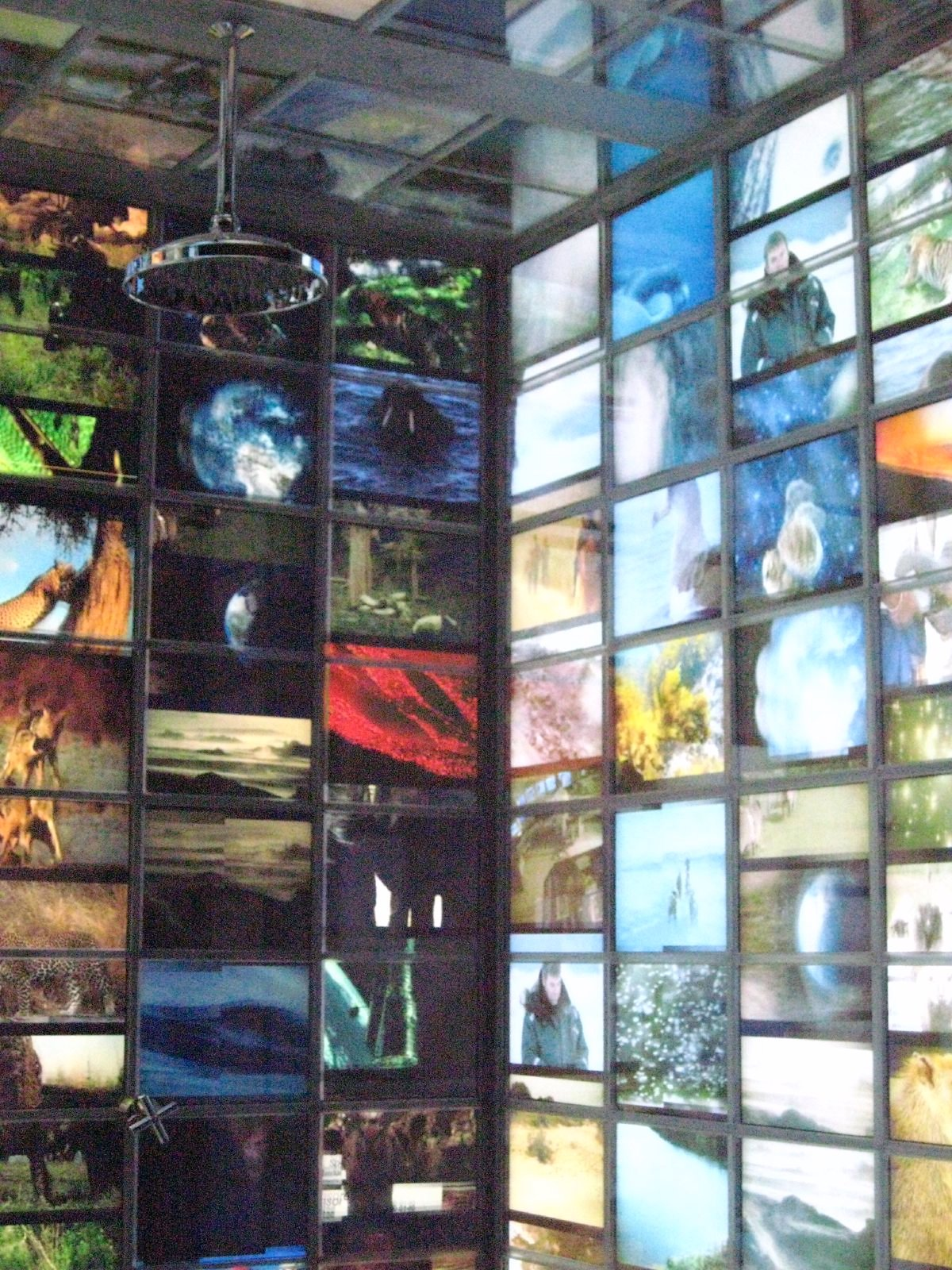
Pabellón de Rusia en la 52.ª Bienal de Venecia.

El Pabellón de Rusia en la Bienal de Venecia es un espacio artístico ubicado en la ciudad de Venecia con motivo de la Bienal de Venecia. El Pabellón Ruso fue diseñado y construido entre 1913 y 1914. Su arquitecto fue Alekséi Shchúsev y se motivo en la arquitectura de los siglos XVII y XVIII de Rusia. En 1922, 1938-1954, y 1978-1980 el Pabellón fue cerrado. Entre 1926 y 1936 el Pabellón albergó exposiciones de Arte Futurista Italiano comisariadas por Filippo Tommaso Marinetti.

## Expositores
- 1914 — Exposición colectiva de sesenta y ocho artistas, entre ellos: Leon Bakst, Isaak Brodsky, Mikhail Vrubel, Mstislav Dobuzhinsky, Boris Kustodiev.
- 1920 — Exposición colectiva de veinte artistas, entre ellos: Aleksandr Arсhipenko, Marianne von Werefkin, Natalia Goncharova, Boris Grigoriev, Mikhail Larionov, Dmitry Stelletsky, Alexej von Jawlensky.
- 1924 — Exposición colectiva de noventa y siete artistas, entre ellos Nathan Altman, Lev Bruni, Igor Grabar, Boris Kustodiev, Aristarj Lentulov, Kazimir Malevich, Mikhail Matyushin, Ilya Mashkov, Kuzma Petrov-Vodkin, Lyubov Popova, Nadezhda Udaltsova, Robert Falk, Vassily Chekrygin, Sergei Chekhonin, David Shterenberg, Alexandra Ekster.
- 1928 — Exposición colectiva de setenta y dos artistas, entre ellos: Nathan Altman, Abram Arkhipov, Aleksandr Deineka, Petr Kontchalovsky, Elizaveta Kruglikova, Kuzma Petrov-Vodkin, Yuriy Pimenov, Robert Falk.
- 1930 — Exposición colectiva de cuarenta y siete artistas, entre ellos: Aleksandr Deineka, Aleksandr Labas, Aristarkh Lentulov, Yuriy Pimenov, David Schterenberg.
- 1932 — Exposición colectiva de cuarenta y nueve artistas, entre ellos: Isaak Brodsky, Aleksandr Deineka, Petr Konchalovsky, Aleksandr Labas, Kuzma Petrov-Vodkin, Yuriy Pimenov, David Schterenberg.
- 1934 — Exposición colectiva de veintitrés artistas, entre ellos Isaak Brodsky, Aleksandr Deineka, Vera Mukhina, Kuzma Petrov-Vodkin.
- 1956 — Exposición colectiva setenta y dos artistas, entre ellos Igor Grabar, Aleksandr Deineka, Boris Ioganson, Petr Konchalovsky, Pavel Korin, Ilya Mashkov, Vera Mukhina, Georgy Nissky, Yuriy Pimenov, Nadezhda Udaltsova, Semen Chuikov, Kukryniksy.
- 1958 — Exposición colectiva de diecisiete artistas, entre ellos:  Evgeny Vuchetich, Sergej Gerasimov, Kukryniksy, Georgy Nissky, Yuriy Pimenov, Arkady Plastov.
- 1960 — Exposición colectiva de veintidós artistas, entre ellos: Aleksandr Deineka, Kukryniksy, Dmitry Moor, Vera Mukhina, Andrey Mylnikov, Georgy Nissky (Commisionado: Irina Antonova).
- 1962 — Exposición colectiva de doce artistas, entre ellos: Mikhail Anikushin, Sergey Konenkov, Geliy Korzhev, Viktor Popkov, Tair Salakhov (Commissioner: Larissa Salmina).
- 1964 — Exposición colectiva de cuarenta y dos artistas, entre ellos: Aleksandr Deineka, Pavel Korin, Evsey Moiseenko, Vladimir Stozharov, Evgeny Vuchetich.
- 1966 — Exposición colectiva de veintiséis artistas, entre ellos: Vladimir Stozharov, Dmitry Zhilinsky, Misha Brusilovsky.
- 1968 — Exposición colectiva de quince artistas, entre ellos: Dmitry Bisti, Arkady Plastov, Yuri Vasnetsov.
- 1970 — Nikolay Andreev, Aleksandr Deineka.
- 1972 — Exposición colectiva de treinta y un artistas, entre ellos: Evsey Moiseenko, Kuzma Petrov-Vodkin, Nikolay Tomsky.
- 1976 — Exposición colectiva de cuarenta y cinco artistas, entre ellos Georgy Nissky, Yuriy Pimenov, Tair Salakhov, Vladimir Stozharov.
- 1977 — Exposición colectiva de noventa y nueve artistas en el Marco de la Bienal de la Disidencia, entre ellos: Erik Bulatov, Ilya Kabakov, Andrey Monastyrsky, Oskar Rabin, Oleg Vasiliev, Anatoly Zverev.
- 1982 — Exposición colectiva de treinta y dos artistas, entre ellos: Tatiana Nazarenko, Viktor Popkov, Dmitry Zhilinsky.
- 1984 — Exposición colectiva de seis artistas, entre ellos: Nikolay Akimov, Aleksandr Tyshler.
- 1986 — Exposición colectiva de veintitrés artistas, entre ellos: Dmitry Bisti, Vladimir Favorsky.
- 1988 — Aristarj Lentulov.
- 1990 — Exposición colectiva de siete artistas, entre ellos: Evgeny Mitta, Robert Rauschenberg, Aidan Salakhova.
- 1993 — Ilya Kabakov.
- 1995 — Evgeny Ass, Dmitry Gutov, Vadim Fishkin (Comisionado: Victor Misiano).
- 1997 — Maksim Kantor (Comisionado: Konstantin Bokhorov; Curaduría: Yury Nikich).
- 1999 — Sergey Bugaev (Afrika), Vitaly Komar & Aleksandr Melamid (Comisionado: Konstantin Bokhorov; Curaduría: Olesya Turkina, Joseph Bakshtein).
- 2001 — Leonid Sokov, Olga Chernyshova, Sergey Shutov (Comisionado: Leonid Bazhanov; Curaduría: Ekaterina Degot).
- 2003 — Sergey Bratkov, Aleksandr Vinogradov & Vladimir Dubossarsky, Konstantin Zvezdochetov, Valery Koshlyakov (Comisionado: Evgeny Zyablov; curaduría: Victor Misiano).
- 2005 — Grupo Provmyza, Programa 'Escape' (Comisionado: Evgeny Zyablov; curaduría: Olga Lopukhova, Lyubov Saprykina).
- 2007 — AES+F, Andrey Bartenev, Georgy Frangulian, Arseny Mescheryarov, Julia Milner, Alexandr Ponomarev (Comisionado: Vassily Tsereteli; curaduría: Olga Sviblova).
- 2009 — Alexei Kallima, Andrei Molodkine, Gosha Ostretsov, Anatoly Zhuravlev, Sergei Shekhovtsov, Irina Korina, Pavel Peppershtein (Comisionado: Vassily Tsereteli; Comisario: Olga Sviblova).
- 2011 — Andrey Monastyrsky y grupo "Collective Actions" (Elena Elagina, Sabina Hensgen, Igor Makarevich, Nikolai Pantikov, Sergei Romashko y otros). (Comisionado: Stella Kesaeva; Curaduría: Boris Groys).
- 2013 — Vadim Zakharov (Comisionado: Stella Kesaeva; curaduría: Udo Kittelmann).
- 2015 — Irina Nakhova (Comisionado: Stella Kesaeva; curaduría: Margarita Tupitsyn).
- 2017 — Grisha Bruskin, Sasha Pirogova (ru), Georgy Kuznetsov, Andrei Blokhin (Comisario: Semyon Mikhailovsky).